# Xenoplatyura sichuanensis
Xenoplatyura sichuanensis är en tvåvingeart som beskrevs av Cao och Xu 2007. Xenoplatyura sichuanensis ingår i släktet Xenoplatyura och familjen platthornsmyggor. Inga underarter finns listade i Catalogue of Life.